# Virginia Slims of Arkansas 1986
Il Virginia Slims of Arkansas 1986 è stato un torneo di tennis giocato sul sintetico indoor. È stata la 1ª edizione del torneo, che fa parte del Virginia Slims World Championship Series 1986. Si è giocato a Little Rock negli USA dal 3 al 9 novembre 1986.

## Campionesse

### Singolare
Kathy Rinaldi ha battuto in finale  Nataša Zvereva con il punteggio di 6–4, 6–7, 6–0

### Doppio
Svetlana Černeva /  Larisa Neiland hanno battuto in finale  Iva Budařová /  Beth Herr con il punteggio di 6–2, 1–6, 6–1